# Alfredo Baccarini
Alfredo Baccarini (Russi, 6 agosto 1826 – Russi, 3 ottobre 1890) è stato un ingegnere e politico italiano.
Fu deputato (eletto nel 1876), poi ministro dei lavori pubblici nei governi Cairoli I, II e III e nel governo Depretis IV (1878-1883).
Nella fase pionieristica della telefonia, a lui si deve il disegno di legge che accordò a società italiane in alleanza con la Bell le prime concessioni delle segnalazioni telefoniche.

## Biografia

### Formazione
Baccarini nacque da una famiglia di commercianti, discendenza di un'antica e nobile famiglia faentina di cui si hanno notizie almeno dal 1400, originaria di Brisighella.
Compiuti gli studi nel seminario di Faenza, Baccarini si iscrisse ai corsi di matematica e fisica dell'Università di Bologna.

### Il 1848
Arruolatosi con i volontari romagnoli, partì nel marzo del 1848 da Bologna per i campi operativi del Veneto, dove si combatteva la prima guerra di indipendenza.
Venne promosso sergente per meriti di guerra.
Nella primavera del 1849 si arruolò anche come ufficiale del genio fra i combattenti che resistevano agli austriaci: collaborò ai lavori di fortificazione delle mura e alla difesa di Porta Galliera, per riparare poi a Russi, una volta caduta la città.

### Carriera professionale
Laureatosi in ingegneria nel 1854, Baccarini ebbe dal municipio di Ravenna la nomina a ingegnere del Comune; mantenne tale incarico dal 1854 al 1860. Dal 1860 al 1870 ebbe, con il titolo di Ingegnere di prima classe, la direzione dei lavori per l'assestamento del porto-canale Corsini (il porto di Ravenna), pubblicandone poi due interessanti monografie nel 1868. In questo periodo fu anche commissario per la ferrovia Castel Bolognese-Ravenna, inaugurata nel 1863. In quello stesso anno cominciò la sua carriera politica. Nel 1860 partecipò alla fondazione del «Circolo Ravennate» (entrando nella direzione), successivamente denominatosi «Circolo Ravennate e dei Forestieri».
Nel 1871 venne nominato ingegnere capo del genio civile di Grosseto dove rimase fino al 1872, e nel 1873 fu nominato direttore generale delle opere idrauliche. Nel 1875 Baccarini ebbe un'importantissima parte nell'opera grandiosa promossa da Giuseppe Garibaldi, suo intimo amico, per liberare Roma dalle piene del Tevere e dalle frequenti inondazioni.

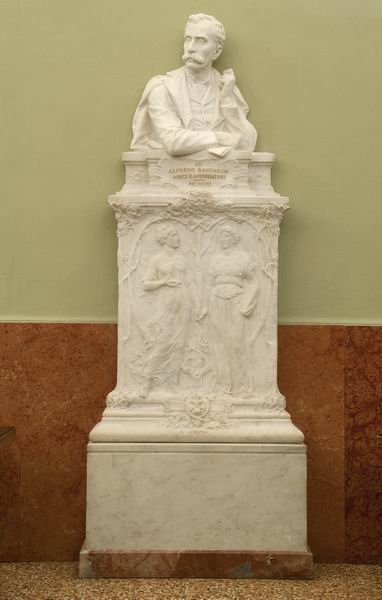
Ettore Ferrari, Monumento a Alfredo Baccarini. Palazzo Comunale di Russi

### La carriera politica
Venne prima eletto consigliere comunale di Russi e poi di Ravenna e fu assessore ai lavori pubblici e consigliere provinciale fino al 1876. In quell'anno, infatti, venne eletto per la prima volta deputato, vincendo il collegio di Santarcangelo di Romagna. Come deputato, Baccarini divenne alla Camera ben presto una delle figure più autorevoli per la sua competenza in materia di lavori pubblici. Fu ministro dei lavori pubblici dal marzo del 1878 al maggio 1883 quasi ininterrottamente. Rimasto ormai fra i pochi liberal-democratici, si batté‚ contro il clientelismo e il trasformismo di Depretis e alla camera si trovò presto isolato.

Ostile al trasformismo, si dimise passando all'opposizione e dando vita alla "pentarchia"; nel novembre 1883 diede vita al giornale La Tribuna.

### Ministro dei lavori pubblici
Durante i nove mesi del suo primo ministero (marzo-dicembre 1878) presentò alcuni disegni di legge riguardanti le ferrovie, le bonifiche e la riforma dei corpi tecnici. Due furono approvati dal Parlamento e sono oggi ricordati come legge Baccarini: 
- legge 29 luglio 1879, n. 5002 (articoli), relativa alla costruzione delle linee ferroviarie complementari;
- legge 25 giugno 1882, n. 269 a sostegno dell'agricoltura; prevedeva un ampio intervento finanziario da parte dello Stato per la bonificazione dei terreni paludosi.

Attento e sensibile ai problemi sociali, Baccarini tentò in ogni modo di favorire le cooperative per quanto riguardava la loro possibilità di concorrere ai pubblici appalti, migliorò le condizioni dei dipendenti statali, si batté per un miglioramento dell'assistenza pubblica, per le assicurazioni contro gli infortuni sul lavoro, per la concessione di pensioni di vecchiaia, per lo sviluppo del risparmio postale, per la garanzia del minimo salariale nei lavori eseguiti per lo Stato.
Fu membro della Massoneria.

## Opere

Appunti di statistica idrografica italiana (1877)

- Alfredo Baccarini, Sull'altezza di piena massima nel Tevere urbano e sui provvedimenti contro le inondazioni, Milano, Tip. e premiata lit. degli Ingegneri, 1875.
- Alfredo Baccarini, Ragguaglio storico-tecnico sul portocanale Corsini dal 1731 al 1868, Firenze, Tipografia delle Murate, 1868.
- Alfredo Baccarini, Appunti di statistica idrografica italiana, Roma, Tipografia Elzeviriana, 1877.